# Liegi-Bastogne-Liegi 1934
La Liegi-Bastogne-Liegi 1934, ventiquattresima edizione della corsa, fu disputata il 13 maggio 1934 per un percorso di 213 km. Fu vinta dal belga Theo Herckenrath, giunto al traguardo in 6h01'30" alla media di 34,171 km/h, precedendo i connazionali Mathieu Cardynaels e Joseph Moerenhout. 
I corridori che portarono a termine la gara al traguardo di Liegi furono in totale 27.

## Ordine d'arrivo (Top 10)
| Pos. | Corridore           | Squadra             | Tempo    |
| ---- | ------------------- | ------------------- | -------- |
| 1    | Theo Herckenrath    | La Française-Dunlop | 6h01'30" |
| 2    | Mathieu Cardynaels  | -                   | s.t.     |
| 3    | Joseph Moerenhout   | Dilecta             | s.t.     |
| 4    | François Gardier    | Depas Cycles        | s.t.     |
| 5    | François Adam       | Alcyon              | s.t.     |
| 6    | Joseph Vanderhaegen | -                   | a 3'35"  |
| 7    | Jan-Jozef Horemans  | -                   | s.t.     |
| 8    | Charles Mathieu     | -                   | s.t.     |
| 9    | Antoine Dignef      | Depas Cycles        | s.t.     |
| 10   | Camille Schallier   | -                   | a 3'38"  |